# Spetses
La Isla Spetses (griego moderno: Σπέτσες, Antiguo: Σπέτσαι, Spetsai) es una isla de Grecia, que a veces se incluye como una de las islas del Golfo Sarónico. Hasta 1948, era parte de la prefectura de Argolidocorintia, que ahora está dividida en Argólida y Corintia. En la actualidad, forma parte de la región del Ática. 
Durante la Antigüedad, era conocida como Pityónesos y Pityoussa. Más tarde, durante la Edad Media, debido al gran número de plantas aromáticas que crecían en su suelo, fue bautizada por los marineros venecianos como Isola di Spezia (Isla de las Especias) y a partir de ahí pasó a ser conocida como Spetses o Petses. 
La ciudad de Spetses es el único asentamiento grande en la isla, y fue una de las dos provincias en Grecia con menos de cinco asentamientos y dos municipios. La isla es actualmente un municipio autónomo, con una población de 3 748 habitantes en 2021). Los otros asentamientos en la isla son Moní Agión Pánton (32 habitantes), Ligoneri (16 habitantes), Agioi Anargyroi (11 habitantes) y Kouzoúnos (3 habitantes). También forman parte de la Municipalidad de Spetses las islas de Spetsopoula (11 habitantes) y Velopoula (deshabitada). 
Está comunicada con el continente por barcos que llegan regularmente desde El Pireo. El puerto es también conocido como Dapia. Los senderos rodean la isla y suman un total de entre 25 y 30 km. Las playas principales son la de Agios Mamas, en el centro de la ciudad, Agioi Anargiroi y Agia Paraskevi en la parte posterior de la isla, Zogeria, y dos playas cerca de la ciudad, la playa College y Agia Marina, que son utilizadas para la práctica de deportes acuáticos.
Una figura notable de la isla fue el arquitecto griego Georgios Diamantopoulos, que fue asesinado por los comunistas a finales de 1930. Es considerado un héroe nacional en la isla.
La isla de Spetses está hermanada con un municipio de la provincia de Jaén, Bailén, y han sido numerosas las visitas entre ambas localidades.
La película The Lost Daughter (2021), dirigida por Maggie Gyllenhaal y basada en una novela de Elena Ferrante, se filmó en la isla.